# 赤坂沼

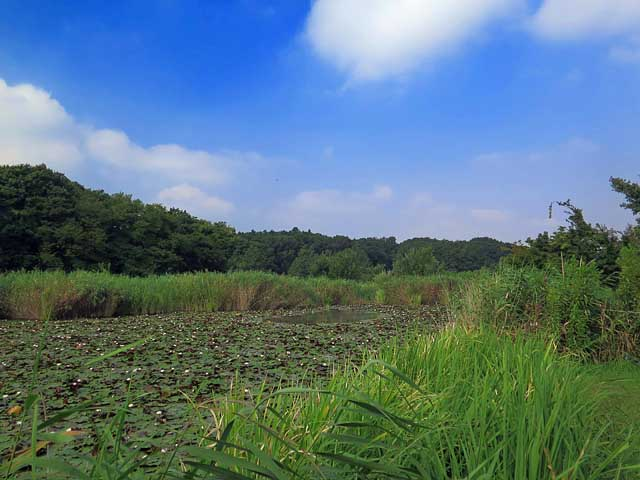
赤坂沼（2014年8月）

赤坂沼（あかさかぬま）は、埼玉県さいたま市岩槻区大字平林寺および大字馬込（河合地区）に所在する沼である。

## 概要
この赤坂沼は岩槻区の北西部に位置し、元荒川の氾濫により生じた自然沼である。沼の周囲は約800 mとなっており、沼の南側に所在している台地の斜面林が赤坂沼の水源となっている。この斜面林から流出する栄養に富んだ水が沼および周辺の生物を育んでいる。沼の周辺には比較的多く斜面林が残されており、クヌギやコナラ・ハンノキ・アカシデなどの多様な樹木が植生している。また、赤坂沼はこの斜面林と併せ、豊かな自然景観・水辺景観を保っている。このため「さいたま100景の赤坂沼」として市民に選ばれている。沼にはガマ・マコモ・ヨシ・ジュウロスゲ・アゼナルコスゲ・オニスゲ・オモダカ・シハイスイレンなどの湿性植物が植生しており、野鳥・チョウ・トンボ・イトトンボ類が生息している。8月頃には睡蓮や蓮の花も見ることができる。

## 周辺
- 元荒川
- さいたま市立河合小学校
- 南彩農業協同組合河合支店
- 東北自動車道
- 綾瀬川

## 参考資料
- 『岩槻市史　通史編（12ページ、73ページ）』　岩槻市役所 発行　昭和六十年三月十五日 発行
- 『人形のまち いわつき　岩槻市勢要覧（38ページ）』　市民部広報広聴課 編集　埼玉県岩槻市 発行　2003年3月 発行